# Raet (Adelsgeschlecht)

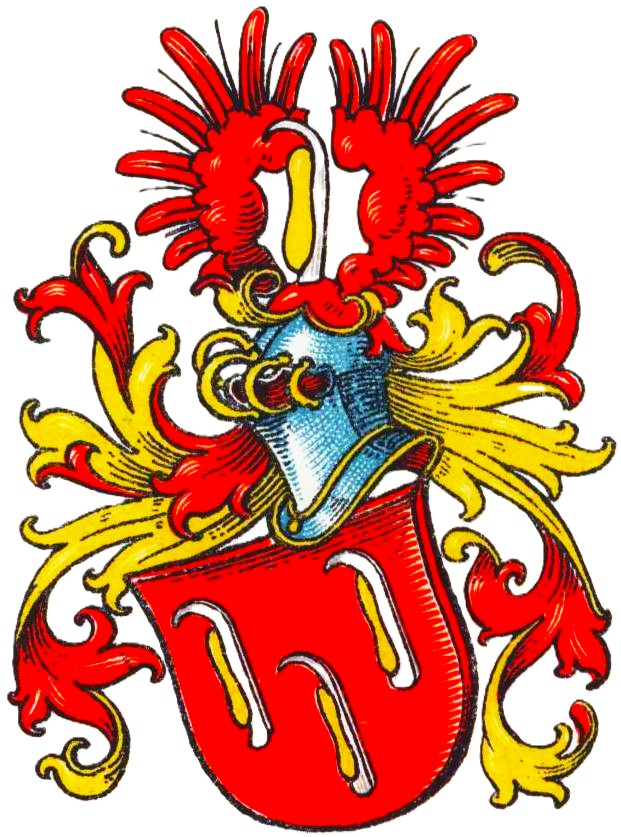
Stammwappen derer von Raet im Wappenbuch des Westfälischen Adels

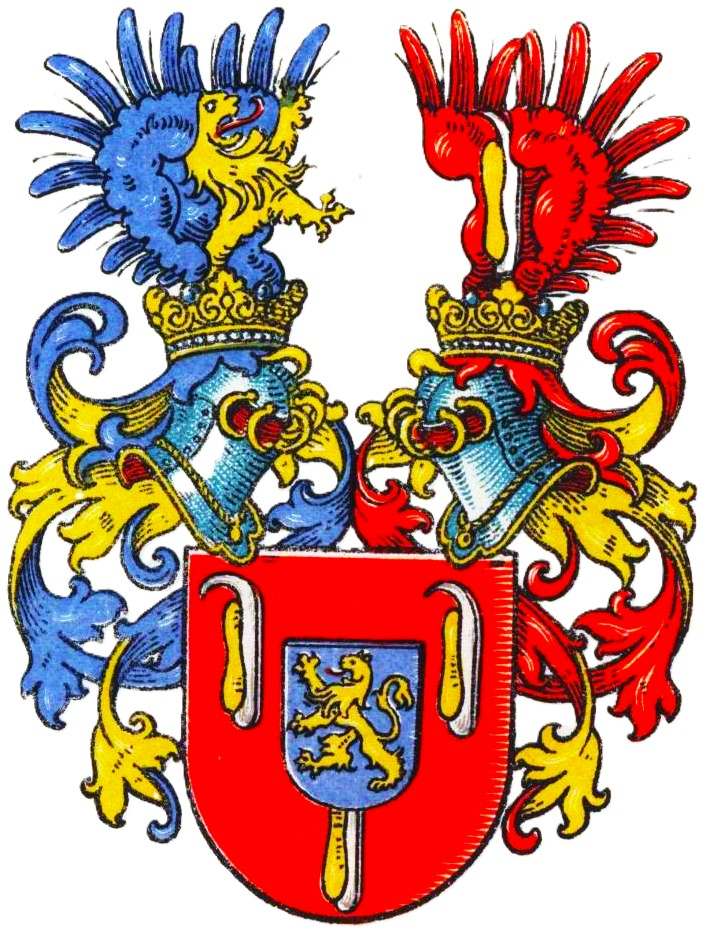
Wappen der Freiherren von Raet im Wappenbuch des Westfälischen Adels

Raet (auch Raadt, Rat, Rath, Raet-Bögelskamp o. ä.) ist der Name eines erloschenen niederländisch-westfälischen Adelsgeschlechts.

## Geschichte
Das Geschlecht stammt aus der Grafschaft Bentheim, wo es lange zu Bögelskamp im heute niederländischen Denekamp, Stadtteil von Dinkelland, ansässig war. Urkundlich erscheint die Familie erstmals 1274 (Joan von Raet vermählt mit Aleide von Mekeren genannt Batenborg). Bereits am 10. Juni 1416 erhielt sie in Person des Johann von Raet, Herr zu Laer, verheiratet mit Johanna von Bevern, ein Reichsfreiherrendiplom. Arnold von Raet, Herr zu Voort, erhielt am 11. Oktober 1696 eine Wappenmehrung.
Haus Bögelskamp fiel in der ersten Hälfte des 18. Jahrhunderts durch Heirat der Erbtochter Gerhardina Margaretha von Staverden mit Freiherrn Alexander Wilhelm von Raet, Sohn von Leonard von Raet zu Wild und Elisabeth Katharina von Herten zu Heuning, an die Familie Raet. Darüber hinaus besaß die Familie zwischenzeitlich Gut Wolda in der Grafschaft Bentheim, Haus Haselünne im Niederstift Münster und Haus Brecklenkamp in der Provinz Overijssel, deren Erwerbung auf Heiraten mit Angehörigen der Familien von Bentinck und von Westerholt zurückgingen.
Ein Sohn der erwähnten Eheleute Raet-Staverden war Johann Kaspar Joseph von Raet zu Bögelskamp (* 23. Februar 1715; † 17. April 1795), kurkölnischer Kämmerer und münsterischer Obristleutnant. Dieser war mit Juliane Wilhelmine von Bentinck zu Breckelkamp († 18. April 1761), Stiftsfräulein zu Bocholt, verheiratet. Ihr Sohn Friedrich Wilhelm Ferdinand von Raet (1763–1830), fürstlich-bentheim-steinfurtischer Archivrat, machte sich als Historiker einen Namen durch mehrere Schriften, insbesondere durch die 1805 erschienenen Beiträge zur Geschichte Westfalens. Friedrich Wilhelm Ferdinand von Raet heiratete Maria Franziska Sophia von Hasselhodt-Stockheim zu Rauschenburg bei Gescher (* 9. Januar 1769; † 28. Oktober 1841). Ihr Sohn Friedrich Philipp Wilhelm Carl Maria von Raet (* 24. Januar 1809; † 1872) war königlich-preußischer Appellationsgerichts-Referendar und Bureauchef zu Hamm. 1846 ehelichte dieser Aurelie Henriette von Viebahn. Er erhielt am 23. Mai 1844 vom Oberpräsidium der Provinz Westfalen eine königlich-preußische Anerkennung des Freiherrenstands. Diese basierte auf dem Diplom von 1416 und auf einem niederländischen Bestätigungsbrief vom 14. Mai 1703. Zuvor war der Familie der Freiherrenstand bereits am 12. Februar 1753 durch die Münstersche Ritterschaft anerkannt worden.
Ein Sohn des Bruders von Friedrich Wilhelm Ferdinand von Raet, Alexander von Raet († 1833), Herr zu Bögelskamp, ehemaliger königlich-westfälischer Inspecteur des revues, späterer niederländischer Major, war mit Luise von Apell († 1859) verheiratet. Die Eheleute hatten eine Tochter namens Clotilde von Raet, die Stiftsdame zu Lippstadt war.

## Persönlichkeiten
- Friedrich Wilhelm Ferdinand von Raet (1763–1830), gräflicher Rat, Historiker und Archivar

## Wappen
Blasonierung des StammwappensIn Rot drei (2:1) goldene pfahlweise gestellte Schlittschuhe mit silbernen Eisen. Auf dem gekrönten Helm mit rot-goldenen Helmdecken ein offener roter Flug, dazwischen ein Schlittschuh.
Blasonierung des FreiherrenwappensIn Rot drei (2:1) goldene pfahlweise gestellte Schlittschuhe mit silbernen Eisen; in der Mitte derselben ein blauer Schild mit einem rechtsspringenden goldenen Löwen. Zwei gekrönte Helme: I. mit blau-goldenen Decken ein linksgewandter wachsender goldener Löwe zwischen einem blauen Flug; II. mit rot-goldenen Decken ein Schlittschuh zwischen einem roten Flug.